# سمك نبع جبل الدروز
سمك نبع جبل الدروز (Drusian spring minnow) (الاسم العلمي: Pseudophoxinus Drusensis): هو أحد أنواع الأسماك شعاعيات الزعانف من الشبوطيات، يعتقد أن هذا النوع موجود في منطقتين أو ثلاث في نهر الأردن ولم يوجد في أخر إحصائيه في سوريا. موطنها الأصلي هو شمال حوض نهر الأردن حيث تحدث مرتفعات الجولان وجبل الدروز. موطنه الطبيعي هو الأنهار المتقطعه وأهوار المياه العذبه، مهدده بخساره الموطن الطبيعي.
في الـ 2006 تم تقييمها كمعرضة للخطر وحيث تم تقدير أنه قد تضاءلت أعدادها إلى 50% بين عامي 1995 و2006. تتغذى على النبانات والحيوانات الصغيرة والبيوض بين نيسان وتموز. ويعتقد أن أعدادها ما تزال تتناقص. المساحة التي تشغلها حاليا أقل من 500 كم مربع ويقدر مدى الحدوث بأقل من 5000 كيلومتر مربع ولهذا تم إعاده تقييمها كمعرضة للخطر.